# Saks, Inc.
Saks, Inc. (oorspronkelijk Proffitt's, Inc.) was een Amerikaanse holdingmaatschappij die in 1919 werd opgericht. Voordat het in 2013 werd overgenomen door het in Canada gevestigde Hudson's Bay Company, was het bedrijf eigenaar van warenhuisketens, waaronder Saks Fifth Avenue uit New York en Proffitt's uit Tennessee. In de jaren 1990 nam het bedrijf diverse warenhuisketens in het middensegment over, maar richtte zich vervolgens weer op het hogere segment, waarna de ketens uit het middensegment halverwege de jaren 2000 alweer van de hand werden gedaan.
Hudson's Bay Company onderhoudt de naam Saks Fifth Avenue via de warenhuizen met een compleet assortiment, de Saks Off 5th outlet-winkels en SaksWorks, dat coworking-ruimte aanbiedt. 

## 20e eeuw
Proffitt's Inc. begon met vijf Proffitt's- winkels in het grootstedelijk gebied van Knoxville, Tennessee. Nadat Proffitt's Inc. in 1987 naar de NASDAQ-beurs ging, groeide het bedrijf door de overname van verschillende warenhuizen. In 1989 kocht het bedrijf 18 vestigingen van Hess in Tennessee, Virginia, Kentucky en Georgia. Van 1994 tot 1998 voegde het bedrijf de ketens McRae's, Younkers, Parisian, Herberger's, Carson Pirie Scott, de in Wisconsin gevestigde keten Boston Store en Bergner's toe, evenals extra winkels van Loveman's, Parks-Belk en Brody's, die werden omgedoopt naar zijn bestaande winkelformules. Na de overname van Parisian verplaatste Proffitt's in oktober 1997 het hoofdkantoor van Knoxville naar Birmingham, Alabama. Hoewel Saks geen eigen winkel meer heeft in Mississippi, exploiteert Saks zijn dataservices vanuit het voormalige hoofdkantoor van McRae in Jackson, Mississippi.

### 1998: overname van Saks Holdings
In september 1998 nam Proffitt's Inc. de holdingmaatschappij van de luxe retailer Saks Fifth Avenue, Saks Holdings, Inc., over en veranderde vervolgens de juridische naam in Saks, Incorporated. Met de overname werden de franchises Saks Fifth Avenue en Off 5th overgenomen, evenals Folio, een postorderbedrijf en Saks.com, een online retailer.
De voormalige panden van Saks Fifth Avenue werden de Saks Fifth Avenue Enterprises-divisie van het bedrijf, terwijl de grotere warenhuisdivisie in Birmingham de Saks Department Store Group werd. De belangrijkste warenhuisgroepen van het bedrijf waren:
- de Southern Department Store Group met de warenhuizen McRae's en Proffitt's;
- de Northern Department Store Group met de warenhuizen Bergner's, Boston Store, Carson Pirie Scott, Herberger's en Younkers;
- de Specialty Department Store Group met Parisian;
- de Saks Fifth Avenue Enterprises, waartoe Saks Fifth Avenue en Off 5th behoorden.

## 21e eeuw
In 2001 boekte het bedrijf een recordomzet van $6,6 miljard, waarmee het tot de Fortune 500 behoort en een van de grootste warenhuisexploitanten in de Verenigde Staten is. Het bedrijf was ook een van de hoofdsponsors van het golftoernooi Bruno's Memorial Classic, nu bekend als de Regions Charity Classic. Het bedrijf verplaatste zijn hoofdkantoor in 2007 naar Midtown Manhattan in New York.
In 2005 spanden leveranciers een rechtszaak aan tegen Saks wegens onrechtmatige terugboekingen. De Amerikaanse Securities and Exchange Commission (SEC) heeft de klacht jarenlang onderzocht en volgens de New York Times "een kluwen van illegale tactieken blootgelegd waarmee Saks geld kon achterhouden dat het verschuldigd was aan kledingfabrikanten", waardoor de jaarlijkse winst van Saks met 43% werd opgeblazen en er gedurende zeven jaar op onrechtmatige wijze zo'n 30 miljoen dollar van leveranciers werd geïnd. Saks schikte in 2007 met de SEC, nadat drie of meer leidinggevenden waren ontslagen die betrokken waren bij de frauduleuze activiteiten. In maart 2005 maakte Saks bekend de financiële resultaten van boekjaar 1999 tot en met het derde kwartaal van boekjaar 2004 opnieuw te zullen presenteren om enkele boekhoudkundige fouten te corrigeren die verband hielden met de eerder geregistreerde operationele leaseovereenkomsten.
In 2005 begon Saks Inc. zich meer te richten op de luxe detailhandel, die kenmerkend is voor de Saks Fifth Avenue-winkels. Het besluit resulteerde in juli 2005 in de gecombineerde verkoop van 47 Proffitt's- en McRae's- winkels aan Belk voor ongeveer $622 miljoen.
Op 31 oktober van datzelfde jaar maakte Saks Inc. bekend dat het de 142 winkels binnen zijn Northern Department Store Group, waaronder Carson Pirie Scott, Bergner's, Younkers, Herberger's en Boston Store, voor $1,1 miljard zou verkopen aan Bon-Ton Stores, Inc. Deze transactie was aferond op 6 maart 2006. 
Op 2 augustus 2006 maakte Saks Inc. bekend dat het akkoord was gegaan met de verkoop van zijn 38 luxe Parisian-winkels, samen met twee regionale distributiecentra en het hoofdkantoor in Birmingham aan Belk. Belk zou de winkels in het derde kwartaal van 2007 onder zijn eigen naam voort exploiteren.
Op 5 november 2008 kondigde Saks Inc. de sluiting aan van de verlieslatende Club Libby Lu-keten.

### 2013: Overname door Hudson's Bay Company
Op 29 juli 2013 maakte Hudson's Bay Company, gevestigd in Toronto, bekend dat het Saks Inc. zou kopen voor $2,4 miljard. Hierdoor kwamen Saks Fifth Avenue en Saks Fifth Avenue Off 5th onder dezelfde eigenaar als Hudson's Bay, Home Outfitters en Lord & Taylor.

## Lijst van warenhuizen
| Naam                      | Oprichtingsjaar | Jaar van overname | Jaar van opheffing                            | Notes                |
| ------------------------- | --------------- | ----------------- | --------------------------------------------- | -------------------- |
| Bergner's                 | 1889            | 1991              | 2006                                          | Verkocht aan Bon-Ton |
| Boston Store              | 1897            | 1998              | 2006                                          | Verkocht aan Bon-Ton |
| Carson Pirie Scott        | 1854            | 1998              | 2006                                          | Verkocht aan Bon-Ton |
| Club Libby Lu             | 2000            | 2009              | Merk opgeheven door Saks, Inc.                |                      |
| Herberger's               | 1927            | 1997              | 2006                                          | Verkocht aan Bon-Ton |
| McRae's                   | 1902            | 1998              | 2005                                          | Verkocht aan Belk    |
| Parisian                  | 1877            | 1996              | 2006                                          | Verkocht aan Belk    |
| Proffitt's                | 1919            | 2005              | Verkocht aan Belk                             |                      |
| Saks Fifth Avenue         | 1867            | 1998              | Overgenomen door Hudson's Bay Company in 2013 |                      |
| Saks Fifth Avenue Off 5th | 1990            | 1998              | Overgenomen door Hudson's Bay Company in 2013 |                      |
| Younkers                  | 1856            | 1996              | 2006                                          | Verkocht aan Bon-Ton |